# Roxy Jezel
Roxy Jezel (Londres, 5 de junio de 1982) es una actriz pornográfica británica.

## Biografía
Roxy es hija de padre inglés y madre tailandesa. Nació y se crio en Londres, concretamente en la zona este, conocida como East London.
En sus años de colegio e instituto era muy buena estudiante, hasta tal punto que en secundaria recibió el premio de su colegio a la mejor estudiante.
Tras terminar el colegio, fue a la universidad y se licenció en filosofía y ética.
Poco después de terminar sus estudios universitarios comenzó a viajar por el mundo, lo que le llevó a Australia, donde comenzó a trabajar como estríper.

## Carrera como actriz porno
Mientras estaba en Australia trabajando como estríper, comenzó a trabajar para un sitio web de internet, llegando a los ojos y llamando la atención de un cazatalentos porno de Estados Unidos que contactó con ella y le ofreció trabajo en la industria X.
Roxy aceptó la oferta y en poco tiempo acudió a Los Ángeles, Estados Unidos.
Rodó su primera escena en abril de 2003 para el estudio Redlight District, para la película Me Luv U Long Time 4 junto a los actores porno Erik Everhard y Lexington Steele. Continuó trabajando muy activamente en un gran número de escenas muy duras de género gonzo hasta el verano de 2006, realizando prácticas sexuales muy extremas, destacando prácticas de sexo anal, haciéndose célebre por ello y hasta convertirse en uno de los máximos exponentes y en una de las actrices más famosas de la pornografía gonzo extrema de la actualidad.
En julio de 2006 Roxy participó en la segunda edición del concurso de la actriz porno Jenna Jameson emitido en Playboy TV Jenna's American Sex Star, en el que varias actrices porno compiten por un contrato con ClubJenna, la productora de Jenna Jameson.
Roxy salió como ganadora, uniéndose así al imperio de estrellas de ClubJenna y convirtiéndose en la última adición a la productora, adquiriendo un contrato exclusivo.
Tras haber firmado su contrato exclusivo con el estudio ClubJenna, el estilo de las películas en las que Roxy trabajaba cambió completamente, dejando atrás el gonzo extremo para aparecer en películas más suaves por las que la productora se caracteriza.
Roxy hizo un cameo apareciendo en la tercera sesión final de las series de HBO series Entourage.
En febrero de 2007 salió a la venta su primera película de ClubJenna, titulada Rockin' Roxy.